# Stomorhina neali
Stomorhina neali är en tvåvingeart som beskrevs av Hiromu Kurahashi och Magpayo 2000. Stomorhina neali ingår i släktet Stomorhina och familjen Rhiniidae.
Artens utbredningsområde är Filippinerna. Inga underarter finns listade i Catalogue of Life.